# Batalla de Königsberg
La batalla de Königsberg va ser la darrera batalla de l'Ofensiva de Prússia Oriental. Durant 4 dies de violenta lluita urbana, les forces soviètiques van conquerir la ciutat de Königsberg (avui Kaliningrad, Rússia).

## L'inici: L'Ofensiva de la Prússia Oriental
Article principal: Ofensiva de Prússia Oriental
L'Ofensiva de la Prússia Oriental va ser planejada per la Stavka soviètica per preveure atacs als flancs dels exèrcits que es dirigien cap a Berlín. De fet, a la Prússia Oriental hi havia moltes tropes que es podrien haver emprat en això. Davant de la situació, Stalin ordenà al Mariscal Konstantin Rokossovsky que anihilés les tropes allà estacionades.
El 13 de gener de 1945, prop d'1.500.000 homes, amb el suport de milers de tancs i d'avions es van endinsar a la Prússia Oriental, que havia estat transformada en una immensa xarxa de fortificacions, línies defensives i camps de mines. A l'inici, l'ofensiva gairebé va resultar un fracàs: l'Exèrcit Roig només avançà 1,5 kilòmetres el primer dia, a través de 3 línies defensives. En 5 dies, amb unes greus pèrdues, les tropes soviètiques només havien avançat 20 km, però encara eren incapaces de trencar les línies alemanyes.
Tanmateix, després de superar ràpidament les dificultats inicials, l'avanç soviètic progressà ràpidament, i pel 24 de gener ja havia arribat a les voreres de la llac del Vístula (una part del Mar Bàltic), tallant la línia directa per terra de subministrament a la Prússia Oriental, i obligant-los a alimentar a les forces envoltades per mar. Aquestes forces, ara denominades Grup d'Exèrcit Nord, estaven comprimides pels diversos atacs soviètics a una bossa al voltant de Königsberg i la península de Samland adjacent.
A finals de gener de 1945, el 3r Front de Belarús havia tancat l'anell sobre Königsberg per terra, castigant la carretera de la península de Samland cap al port de Pillau, i atrapant el 3r Exèrcit Panzer Alemany i prop de 200.000 civils a la ciutat. Les provisions pels civils eren tan magres, que aquests s'enfrontaven a 3 alternatives, cadascuna més arriscada:
1. romandre a la ciutat i patir fam: les racions durant el setge eren de 180 grams de pa al dia
2. creuar les línies del front i marxar a mercè dels Soviètics
3. creuar el gel del Frisches Haff fins a Pillau, amb l'esperança de trobar un lloc en un vaixell d'evacuació.

Centenars van provar de creuar la línia del front, però prop de 2.000 dones i nens al dia provaven de creuar el gel a peu fins a Pillau. En tornar d'una visita a Berlín, el Gauleiter de Königsberg, Erich Koch, escollí romandre en la relativa seguretat de Pillau per organitzar l'evacuació abans de tornar a Königsberg. El primer transport d'evacuació, amb 1.800 civils i 1.200 ferits va arribar segur el 29 de gener.
Durant el mes de febrer, hi havia una lluita desesperada mentre que els alemanys provaven de mantenir la feble connexió entre Königsberg i Samland. Una vegada, les tropes soviètiques van tenir èxit al tallar la connexió i aïllar la ciutat completament. Tanmateix, el 19 de febrer, el 3r Exèrcit Panzer i el Quart Exèrcit, atacant des de Pillau, van aconseguir obrir el corredor de Königsberg a Pillau: encapçalat per un tanc T-34 soviètic capturat, aquest atac va ser portat a terme per la 1a Divisió d'Infanteria des de Königsberg, intentant enllaçar amb el XXVIII Cos del General Hans Gollnick, amb les que mantindria parts de la península de Samland, incloent en vital port de Pillau. Capturant la ciutat de Metgethen, la unitat obrí el camí per la 5a Divisió Panzer per unir-se amb les forces de Gollnick prop de la ciutat de Gross Heydekrug l'endemà. Aquesta acció solidificà la defensa alemanya de la regió fins a l'abril, reobrint la ruta terrestre de Königsberg fins a Pillau, mitjançant la qual els subministraments podien portar-se per vaixell i els ferits i refugiats podien ser evacuats. Aquesta batalla d'un mes llarg de vegades és anomenat el Primer Setge de Königsberg.
Al març, la situació s'havia estabilitzat: la línia principal del front s'havia mogut centenars de kilòmetres cap a l'oest, i capturar la ciutat es transformà en una prioritat molt menor pels soviètics. Amb això, la guarnició estava intacta i no mostrava signes de rendició. Per tant, el comandament soviètic decidí capturar la ciutat.

## Preparant l'assalt
Assaltar Königsbert no seria una tasca senzilla. Dins de la ciutat hi havia 5 divisions completes, amb un total de 130.000 homes, juntament amb unes posicions defensives impressionants. Els alemanys encara posseïen una estreta connexió terrestre amb la bossa adjacent de la península de Samland. La captura de la ciutat requeria que aquest enllaç havia de ser tallat, tot i la seva defensa desesperada. Les tropes alemanyes de la península, l'anomenat "Grup Samland", haurien de fer contraatacs per preveure que això succeís.
Königsberg era, d'acord amb les paraules de Winston Churchill, una fortalesa modernitzada molt defensada. Tres anells concèntrics de fortificacions envoltaven la ciutat: l'anell exterior comptava amb 12 forts fora de la ciutat, l'anell del mig estava als afores de la citat, i el tercer a l'interior de la ciutat, una simple fortalesa amb defenses anti-tanc, barricades i camps de mines, juntament amb diversos forts.
Per tal d'encarar-se a una posició defensiva d'aquesta magnitud, el comandament soviètic planejà llançar un bombardeig pesat d'aviació i artilleria, amb densitats de 250 canons per kilòmetre en algunes zones. Les tropes alemanyes, subjectes a la propaganda que els deia que la seva resistència era absurda, que la línia del front estava molt lluny darrere d'ells, que estaven atrapats i que el millor que podien fer era rendir-se. La propaganda no va donar resultat.
Després de 4 dies de bombardeig artiller preparatori, l'assalt començà el 6 d'abril de 1945. L'assalt estava planejat per ser estel·lar. Les tropes atacarien des de diversos punts al voltant del perímetre i es trobarien al centre de la ciutat, dividint les restes dels defensors en grups aïllats, incapaços de donar-se suport mútuament. Hi havia 2 fronts principals: el nord (format pels Exèrcits 39è i 43è, que incloïa la 208a Divisió de Fusellers) i el sud (format per 11è Exèrcit de la Guàrdia). El 50è Exèrcit estava estacionat al nord-est, però només tingué un paper limitat a l'operació.

## L'Assalt

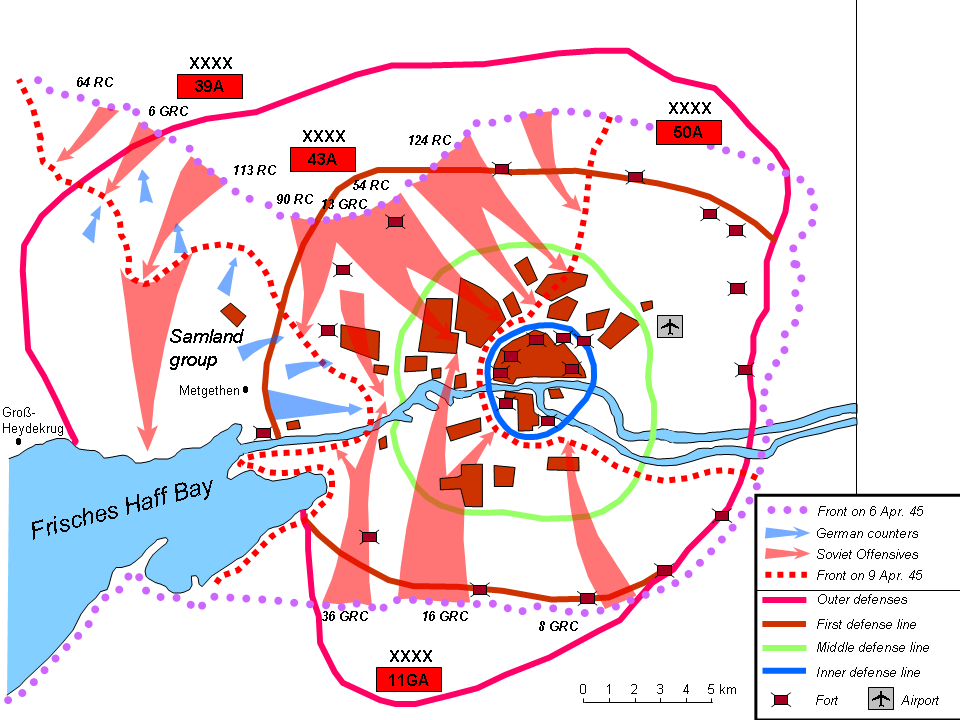
Disposició de les defenses de Königsberg i atac soviètic del 6 al 9 d'abril de 1945.

### Dia 1: 6 d'abril de 1945
A la part sud del front, l'atac s'inicià a l'albada amb un intens bombardeig d'artilleria de 3 hores, seguit per la primera onada atacant. Les divisions de fusellers soviètiques van anar ràpidament per la primera línia defensiva, donat que els seus defensors havien estat llargament eliminats i la resta estaven desmoralitzats pels dies de bombardeig intens. Al vespre, els regiments capdavanters arribaven a la segona línia defensiva, a on la seva progressió va ser aturada per una oposició més dura, forçant als comandants soviètics a emprar les seves forces de reserva. Tres hores després, la segona línia defensiva ja havia estat superada en diversos llocs.
La lluita va ser especialment dura prop del fort 8. Construït a finals del segle xix i modernitzat, tenia murs gruixuts, una considerable potència de foc i estava envoltat d'una profunda rasa, fent gairebé impossible l'assalt frontal. Tot i el dur foc artiller, els defensors van detenir tots els intents d'aproximació als murs. Només al crepuscle les forces soviètiques van arribar a la rasa i començaren a usar explosius per intentar obrir els murs.
L'atac principal del nord començà al mateix temps. Al vespre, la primera línia defensiva havia caigut i la segona estava trencada en diversos punts. Tanmateix, al vespre, el progrés va alentir-se molt, especialment al flanc dret, mentre que les forces alemanyes estacionades als afores occidentals de la ciutat (l'anomenat Grup Samland) intentà diversos atacs pel flanc.
El fort 5, que afirmava ser la millor fortificació de tot Königsberg, presentà una dura resistència. Davant de la situació, els comandants soviètics decidiren envoltar-la i deixar-la al darrere, deixant temps a les tropes de rereguarda per preparar un nou assalt.
Al crepuscle, la batalla s'aturà en ambdós costats per consolidar les seves línies, reagrupar les seves forces i portar reserves al front. Aquest primer dia havia tingut resultats barrejats, car el progrés soviètic no havia estat tan bo com s'esperava. Tanmateix, les defenses de la ciutat i la moral dels defensors estava seriosament danyada, i les tropes, incloent als oficials, van començar a rendir-se a poc a poc.
Durant aquest primer dia d'assalt, el mal temps feu que les tropes soviètiques no poguessin fer servir el bombardeig de precisió que haurien volgut. Addicionalment, si bé estava fortificat, el terreny conquerit per les tropes soviètiques durant aquest dia no estava densament poblat com ho estaria el centre de la ciutat, reduint els problemes relacionats amb la guerra urbana.

### Dia 2: 7 d'abril de 1945
Durant la nit les tropes alemanyes intentaren diversos contraatacs, emprant les seves últimes reserves. Tot i els amargs enfrontaments i a les greus pèrdues per ambdós costats, els contraatacs van ser estèrils. La pitjor part va ser al Grup Samland, on es va intentar fins a una dotzena de contraatacs.
Les millors condicions meteorològiques permeteren a l'Exèrcit Roig treure'n profit del bombardeig de precisió a plena llum del dia. Centenars de bombarders dels Exèrcits Aeris 1r, 3r i 15è, juntament amb l'aviació de la Flota del Bàltic, bombardejaren els suburbis i els caps de pont del Grup Samland.
Mentrestant, el fort 8 encara era una poderosa bossa de resistència. Després de diversos atacs infructuosos, es preparà un pla més enginyós. Usant bombes de fum per amagar els llançaflames que afeblerien les posicions defensives, centenars d'homes travessarien la rasa per entrar a la fortalesa, on començaria un atac cos a cos. Un cop les defenses exteriors s'haguessin debilitat, començaria un assalt frontal massiu. Finalment, l'assalt tingué èxit i els supervivents de la guarnició es rendiren.
Durant el dia, l'11è Exèrcit de Guàrdies provà d'arribar al riu Pregel, eliminant tota la resistència al costat sud. Tanmateix, el seu avanç es veié alentit a la zona central de la ciutat, on cadascun dels edificis havia de ser conquerit individualment. La lluita es tornà particularment cruel a l'estació de ferrocarrils principal i les seves andanes, on gairebé cadascun dels vagons es va convertir en un punt de foc, i les tropes soviètiques van haver d'usar blindatges i suport artiller per avançar, amb grans pèrdues. Només al vespre el territori ja estava neutralitzat, permetent als atacants apropar-se al tercer anell defensiu, que protegia l'entrada al centre mateix de la ciutat.
Al nord, el fort 5 demostrà ser una formidable bossa de resistència. Els sapadors soviètics finalment aconseguiren posar explosius a la base dels murs, trencant-los i permetent un assalt directe. Igual que l'assalt sobre el fort 8, començà un dur combat cos a cos al fort, que durà tota la nit i finalitzà només al matí quan les darreres tropes es rendiren.
Al final del dia, veien que la resistència era inútil, el General Otto Lasch es comunicà per ràdio amb el quarter general de Hitler i demanà permís per rendir-se. La resposta de Hitler va ser "lluitar fins al darrer soldat"

### Dia 3: 8 d'abril de 1945
Durant la nit, l'11è Exèrcit de Guàrdies travessà el Pregel i tot i el foc enemic a l'albada ja s'havia establert un cap de pont a la riba oposada. Seguint el seu avanç cap al nord, enllaçaren amb les tropes del nord, completaren l'encerclament de la ciutat i aïllaren el grup Samland de la ciutat.
Al vespre, el Mariscal Aleksandr Vassilevski demanà un cop més la rendició als defensors. L'oferta va ser rebutjada i les forces alemanyes provaren de trencar el setge, atacant tant des del centre de la ciutat com del pont de Samland. Els darrers aconseguiren avançar alguns kilòmetres abans de ser aturats. Si bé es preparà un nou atac, la manca de defenses aèries va permetre al bombarders soviètics Ilyushin Il-2 destruir moltes tropes. Durant tota la campanya, l'aviació soviètica generalment demostrà ser molt efectiva.
Al final del dia, ja era clar que qualsevol intent del grup de Samland per trencar el cercle seria inútil. Tanmateix, la victòria encara estava lluny, car gairebé 40.000 homes esperaven al centre de la ciutat.

### Dia 4: 9 d'abril de 1945
Durant el darrer dia de la batalla, els assetjats defensors alemanys estaven superats, i la coordinació defensiva queia. Havent estat òbviament derrotats, i veient que tota resistència era inútil, Otto Lasch decidí per la seva pròpia iniciativa enviar emissaris per negociar la rendició. A les 18:00, els emissaris arribaren a les línies soviètiques, i s'envià una delegació al búnker de Lasch. Poc abans de la mitjanit, s'acordà la rendició.

## Després de la batalla
Gairebé un 80 per cent de la ciutat estava destruïda, primer per la RAF a l'agost de 1944, i després pel bombardeig soviètic a l'abril del 1945. Gairebé tots els residents alemanys que romanien a la ciutat, uns 200.000 (d'una població de pre-guerra de 316.000) van ser expulsats de la ciutat. Molta gent morí de fam durant les darreres etapes de la ciutat i per la carestia que prosseguí. Durant aquest temps, el saqueig massiu s'establí per tota Prússia Oriental. Se sap que l'Exèrcit Roig violà gairebé totes les dones alemanyes que els caigueren a les mans.
Després de la guerra, prosseguint la transferència de Prússia Oriental a Rússia, Königsberg va ser rebatejada Kaliningrad, i poblada predominantment per russos, belarussos, ucraïnesos, i gent provinent d'altres regions de la Unió Soviètica.